# Jean-Louis Larauza
Jean-Louis Larauza, né à Paris le 8 mars 1793 où il est mort le 29 septembre 1825, est un grammairien français. 

## Biographie
Professeur de langues anciennes et de grammaire générale à l'École normale, on lui doit une Histoire critique du passage des Alpes par Annibal publiée par Viguier en 1826.